# Microsystem Technologies
Microsystem Technologies : Sensors, Actuators, Systems Integration is een internationaal, aan collegiale toetsing onderworpen wetenschappelijk tijdschrift op het gebied van de Micro-elektromechanische systemen.
Het wordt uitgegeven door Springer Science+Business Media en verschijnt maandelijks.